# Sérgio Ribeiro (Radsportler)
Sérgio Miguel Vieira Ribeiro (* 28. November 1980 in Matosinhos) ist ein portugiesischer Radrennfahrer.
Sérgio Ribeiro begann seine Karriere 2004 bei dem portugiesischen Radsportteam Barbot-Halcon. 2005 gewann er eine Etappe bei der Vuelta a Castilla y León und wurde später Dritter bei der Volta ao Alentejo. 2006 gewann er erst eine Etappe bei der Volta ao Santarem. Danach wurde er Sechster bei dem dänischen Eintagesrennen Aarhus Classic. In diesem Jahr konnte er sich bei der Volta ao Alentejo verbessern und entschied die Rundfahrt für sich. 2007 wechselte Ribeiro zu Benfica Lissabon an die Seite von José Azevedo. Der Vertrag wurde aber bereits im Frühjahr 2007 wieder aufgelöst. Am 3. August 2013 wurde er wegen wiederholten Dopings für 12 Jahre gesperrt.
Ende der Saison 2013 beendete er seine Karriere als Berufsradfahrer.

## Erfolge
2005
- eine Etappe Vuelta a Castilla y León

2006
- Gesamtwertung Volta ao Alentejo

2009
- zwei Etappen und Gesamtwertung Volta do Estado de São Paulo

2010
- eine Etappe Vuelta a Castilla y León
- zwei Etappen Volta a Portugal

2011
- eine Etappe Grande Prémio Internacional de Torres Vedras
- zwei Etappen Portugal-Rundfahrt

2012
- eine Etappe Grande Prémio Internacional de Torres Vedras
- eine Etappe Volta a Portugal

2013
- eine Etappe Troféu Joaquim Agostinho

## Teams
- 2004 Barbot-Gaia
- 2005 Barbot-Pascoal
- 2006 Barbot-Halcon
- 2007 Benfica

- 2009 Barbot-Siper
- 2010 Barbot-Siper
- 2011 Barbot-Efapel
- 2012 Efapel-Glassdrive
- 2013 Louletano-Dunas Douradas